# Elena de Troya (Star Trek: La serie original)
Elena de Troya es el decimotercer episodio de la tercera temporada de Star Trek: La serie original, y fue transmitido por primera vez el 20 de diciembre de 1968. Fue el episodio número 68 en ser transmitido y el número 57 en ser producido. Fue escrito y dirigido por John Meredyth Lucas, la única persona en la historia de la producción de Star Trek en escribir y dirigir un episodio de televisión filmado de la serie.
En la versión Bluray el título de este episodio en el audio en español es dado como Ilana de Troyos.
Resumen: El capitán Kirk transporta en su nave a una malcriada princesa cuyo compromiso con un heredero troyiano traerá la paz a un sistema estelar en guerra.

## Trama
En la fecha estelar 4372.5, la nave estelar USS Enterprise llega al planeta Troyius, el mundo más exterior del sistema estelar Tellun, para recoger a Petri, un embajador de ese planeta de piel verde y pelo blanco. Es llevado a Elas, el planeta más interior del sistema para recoger al Dohlman, Elaan – una joven bella pero muy caprichosa que es miembro de la familiar real. Aunque con mucho poder por sí misma, no está claro quién o quiénes ejercen el poder real en Elas. Lo que está claro es que el gobernante o gobernantes de Elas decidieron casar a Elaan con un miembro de la familia real de Troyius para asegurar la paz entre los dos planetas actualmente en guerra.
Ambos planetas están en un área fronteriza entre la Federación y el imperio Klingon y se encuentran en estado de guerra entre ellos. Se espera que el casamiento de los líderes troyianos y elasianos traiga la paz al sistema e influya en sus tendencias hacia la Federación y no hacia el imperio Klingon. Es obvio que Elaan no desea ser la novia del enemigo, maldiciendo el arreglo que fue decidido por el Consejo de Elas en cooperación con el líder de Troyia. El trabajo de Petri es tratar de civilizar a Elaan, malcriada y arrogante, y enseñarle las costumbres elegantes y nobles de los troyianos.
Poco después de la llegada de Elaan, se detecta la llegada al sistema Tellun de una nave klingon que no responde a ninguno de los intentos de comunicación realizados por el Enterprise. El capitán Kirk es solicitado en las habitaciones de Elaan, donde encuentra al embajador Petri apuñalado por Elaan. El embajador es llevado rápidamente a la enfermería, donde se niega a seguir trabajando con la mujer y amenaza con aconsejar a su líder que no se case con ella. Ahora el trabajo de suavizar a Elaan recae en Kirk.
Mientras se encuentra en la enfermería, la enfermera Chapel le pregunta a Petri por qué las mujeres elasianas son tan valoradas a pesar de su salvajismo. Éste le explica que si las lágrimas de una mujer elasiana tocan la piel de un hombre, estará cautivado por ella para siempre. Mientras, Elaan no toma con agrado el intento de civilizarla y trata de acuchillar a Kirk. Él logra dominarla y ella comienza a llorar diciendo que tiene miedo de que nadie la quiera. Kirk la abraza y trata de consolarla, pero lo abruma la bioquímica de sus lágrimas.
Al mismo tiempo, uno de los miembros de la tripulación en ingeniería es asesinado por Kryton, un guardaespalda elasiano, quien se encuentra trabajando secretamente para los klingon. Kryton sabotea algunos de los sistemas del Enterprise y trata de contactar a la nave klingon. Es capturado, pero se suicida antes de que puedan interrogarlo. Elaan explica que Kryton era de una familia noble y que le amaba. El matrimonio arreglado lo había enfurecido y se pasó al lado de los klingon, probablemente esperando hacer fracasar la alianza para que así pudiera casarse con Elaan.
Elaan trata de usar su nuevo poder sobre Kirk. Ella sugiere que destruya al planeta troyiano, pero el sentido ético y poder de voluntad son aún más fuertes que la influencia de Elaan. Ordena a McCoy que trabaje en un antídoto para contrarrestar el poder de sus lágrimas. Elaan está impresionada por la resolución de Kirk y comienza a tratarlo como a un amante, obedeciéndole cuando él le pide que vaya a la enfermería (la parte más segura de la nave). Mientras tanto, Scott descubre el sabotaje de Kryton y corta la fuente de energía principal de la nave. Informa que Kryton dañó los cristales de dilitio, haciendo imposible usar la velocidad warp o las armas.
Scott y Spock trabajan febrilmente para reparar el daño mientras la nave klingon toma una posición de ataque. Existe poco que puedan hacer acerca de la esta amenaza sin los cristales de dilitio. Kirk, aún bajo los efectos de las lágrimas de Elaan, logra sobreponerse y engaña a los klingon al hacerlos pensar que el Enterprise funciona en plenitud.
En la enfermería, el embajador troyiano nuevamente se acerca a Elaan con regalos - un vestido de novia y un collar de piedras preciosas grandes y cortadas burdamente, diciendo que las mismas simbolizan la esperanza de paz. Elaan las acepta y posteriormente aparece usando los regalos en el puente. Spock detecta lecturas extrañas de energía que emana del collar. Elaan queda extrañada, ya que esas joyas son piedras comunes - el collar es de poco valor monetario en su planeta natal. Spock descubre que estas piedras comunes son cristales de dilitio en bruto, lo que explica el fuerte interés de los klingon por controlar el sistema estelar. Las rocas son rápidamente llevadas a ingeniería, donde Scott las usa en el reactor de antimateria. La energía regresa al Enterprise justo antes de que los klingon ataquen, y logran rechazar dicho ataque. Elaan nuevamente queda extrañada por la decisión de Kirk de sólo dañar la nave enemiga y no destruirla. Ella le pregunta ¿No vas acabar con ellos?, a lo cual Kirk responde No.
Una muy cambiada Elaan es entregada a Troyius sin problemas. Antes de irse, Elaan le regala a Kirk su cuchillo como recuerdo de su encuentro, explicándole que en Troyius las mujeres no usan tales cosas. Posteriormente, McCoy aparece en el puente para informar que ha encontrado el antídoto, pero se da cuenta de que no fue necesario, ya que Kirk aparentemente está mucho más enamorado de comandar el Enterprise.

## Remasterización por el aniversario de los 40 años
Este episodio fue remasterizado en el año 2006 y transmitido el 29 de marzo del 2008 como parte de la remasterización por el aniversario de los 40 años de la serie original. Fue precedido una semana antes por la versión remasterizada de ¿No hay, en verdad, belleza? y seguido una semana más tarde por la versión remasterizada de El incidente del Enterprise. Además del audio y video remasterizado, y todas las animaciones de la USS Enterprise realizadas por CGI que es el estándar de todas las revisiones, los cambios específicos para este episodio son:
- Los planetas Elas y Troyius fueron modificados para parecer más reales.
- La batalla entre la nave klingon y el Enterprise fue revisada agregando ángulos de cámara más dramáticos y la animación de ambas naves.

## Producción
Una escena eliminada del episodio fue una en la sala de recreación de la nave, donde Kirk, McCoy, Uhura y Spock se reúnen y discuten cómo calmar a Elaan. Uhura sugiere usar el sonido de la lira de Spock para calmarla, posteriormente la música se escucha a través de los altavoces de la cabina de Elaan.

## Análisis
De acuerdo al autor y profesor asistente de la UCLA Daniel Leonard Bernardi en su libro: Star Trek and History: Race-ing Toward a White Future (en castellano: Star Trek y la historia: corriendo hacia un futuro blanco): "Elaan of Troyius" pone en juego los estereotipos de la mujer asiática -la dama dragón manipulativa y la esclava femenina sometida. Elaan es tanto irracional como primitiva. Ella lanza temper tantrums, come con sus manos, y bebe directamente de la botella. Kirk le dice: “Nadie te ha dicho que eres una salvaje no civilizada, una niña viciosa en el cuerpo de una mujer, un monstruo arrogante”..
Bernardi dice: El capitán Kirk, el "caballero blanco" de Star Trek, articula la superioridad moral de él y de la Federación sobre la alienígena asiática y su pueblo a través de la conquista sexual […] De hecho, es sólo después de que el capitán la ha dominado física y sexualmente que ella lo respeta y finalmente se enamora de él […] Después de ceder ante el poder de Kirk. Elaan, como la astuta y manipulativa mujer dragón del cine clásico de Hollywood, regresa el favor capturando el corazón de Kirk.
Las lágrimas de la alienígena asiática contienen un agente bioquímico que, cuando tocan a un hombre (incluso alienígenas como Kirk), lo fuerzan a caer profundamente enamorado de ella. Después de que ella manipula a Kirk en desearla, Elaan se convierte en sometida, gentil, leal incluso deseando morir junto a él, a su lado, cuando los klingon atacan sin misericordia. Es en este punto en la narrativa en que otro estereotipo de la mujer asiática aparece, el de la esclava asiática sometida. Al final Elaan hace cualquier cosa que le pide Kirk, obedeciendo sus demandas y órdenes. Las tácticas de la mujer dragón sólo fueron usadas para poder asumir una posición que realmente deseaba: la sometida amante de un caballero blanco.

## Recepción
Zack Handlen del A.V. Club calificó el episodio Elaan of Troyius con una B, destacando el desarrollo del personaje y el inesperado final: Si me hubieran preguntado por el resto del episodio después de que Kirk y Elaan se enamoran, yo habría especulado que tendría que ver con algo acerca de interferir con el matrimonio… en su lugar, hay una elegante batalla espacial contra los klingon, un traidor en medio de los elasianos, una inesperada fuente de cristales de dilitio, y una curiosa amortiguada interpretación de Shatner que hace un buen trabajo en mostrar la lucha interna entre los sentimientos y el deber sin sobreactuarse.
Samuel Walters de dauntlessmedia.net califica al episodio con una C-, citando una aproximación dispersa a través de toda la trama lo que deja demasiadas posibilidades sin explorar y sin desarrollar, y evalúa todo el episodio como plano.

## Nota
- Esta obra contiene una traducción  derivada de «Elaan of Troyius» de Wikipedia en inglés, concretamente de esta versión, publicada por sus editores bajo la Licencia de documentación libre de GNU y la Licencia Creative Commons Atribución-CompartirIgual 4.0 Internacional.